# Throscidium
Genre
Throscidium est un genre de coléoptères de la famille des Ptiliidae.